# この本を盗め
『この本を盗め』（このほんをぬすめ、Steal This Book)は、1970年にアメリカ合衆国でアビー・ホフマンによって執筆され、翌71年に刊行された本。
マリファナの栽培や爆弾の作り方、海賊放送、万引き、無賃乗車、身分証明書の偽造などの方法について書かれており、イッピーの間で広く読まれた。
執筆された当時、30以上の出版社で、その過激な内容ゆえに出版を拒否されたという。日本では、1972年に都市出版社から出版された。